# ألكسندرا أوزيلاك
ألكسندرا أوزيلاك (بالسيريلية الصربية: Александра Узелац؛ من مواليد 27 يوليو 2004) هي لاعبة كرة طائرة صربية تلعب دور ضارب خارجي لفريق الدوري التركي زيرين إس كيه. مثلت منتخب صربيا لكرة الطائرة للسيدات في بطولة أوروبا للكرة الطائرة للسيدات 2023، شاركت ألكسندرا في هذه البطولة في تسعة مباريات، انهى منتخب الصربي المسابقة في المركز الثاني بعد خسارته لقب بطولة أوروبا للكرة الطائرة من أمام منتخب تركيا لكرة الطائرة للسيدات بنتيجة 3-2 في المباراة النهائية. اختار الإيطالي جيوفاني غويديتي مدرب منتخب الصربي الأول للسيدات قائمة للاعبات منتخب صربيا للكرة الطائرة للسيدات المشاركة في دورة الألعاب الأولمبية الصيفية 2024 في باريس.
ضمت القائمة 12 لاعبة من ضمنهم ألكساندرا أوزيلاك إلى جانب لاعبة احتياطية.

## نشأتها
وُلدت ألكسندرا أوزيلاتش في 27 يوليو 2004 في زرنيانين. كان أول نادٍ لعبت له هو باغلياش في مسقط رأسها، وفي عام 2020 انضمت إلى جيليزنيشار. بقيت في الفريق القادم من لايكوفاتش لمدة ثلاثة مواسم، ثم انتقلت لاعبة الكرة الطائرة الشابة الأكثر واعدة في صربيا لهذا العام، مسيرتها في فلومينيزي البرازيلي.

## مسيرتها الدولية
استُدعيتُ لأول مرة للانضمام إلى منتخبات الشباب في سن الثالثة عشرة وبعد ذلك، تلقيتُ دعواتٍ للانضمام إلى مختلف الفئات. وهكذا، وبفضل جهدٍ كبيرٍ وتفانٍ كبير، تمكنتُ من تثبيت نفسها في مجال كرة الطائرة، شاركت أوزيلاك لأول مرة مع المنتخب الصربي في عام 2021 في دوري الأمم، وهي في السادسة عشرة من عمرها فقط، حتى ضمت إلى معسكرات تدريب المنتخب الوطني الصربي الأول، مثلت أوزيلاك منتخب صربيا للكرة الطائرة للسيدات منذ عام 2022. شاركت في دوري الأمم لكرة الطائرة للسيدات 2023 التي أقيمت فيها الجولة النهائية في مركز كوليدج بارك، أرلينغتون، تكساس، الولايات المتحدة. حلت منتخب صربيا في المركز التاسع في الجولة التمهيدية ولم يتأهل إلى الجولة النهائية.

## حياتها الشخصية
أثناء لعبها مع لفريق فلومينينسي في البرازيل تعرضت أوزيلاك لمطاردة وللسرقة مرتين في ريو دي جانيرو في غضون عشرة أيام في فبراير 2024.

## الجوائز

### النادي
أوك جيليزنيشار
- كأس صربيا: 2021
- كأس السوبر الصربي: 2022

### فردي
النادي
- كأس صربيا 2022 - أفضل ضاربة خارجية
- كأس السوبر الصربي 2022 - أفضل لاعبة
- الدوري الصربي 2023 - أفضل هدافة
- الدوري الصربي 2023 - أفضل خادمة

المنتخب الوطني
- بطولة البلقان 2022 تحت 19 عامًا - أفضل هدافة
- بطولة البلقان 2022 تحت 19 عامًا - أفضل لاعبة
- بطولة البلقان 2022 تحت 19 عامًا - أفضل لاعبة بطولة أوروبا - أفضل ضاربة خارجية